# Liga Comunista Revolucionária (França)
A Ligue Communiste Révolutionnaire (LCR, Liga Comunista Revolucionária) foi um partido político francês de esquerda, secção francesa do Secretariado Unificado da Quarta Internacional, ativo de 1969 a 1973 com o nome de Ligue Communiste, e que mais tarde mudou seu nome para LCR de 1974 a 2009, ano em que se autodissolveu no Nouveau Parti Anticapitaliste (NPA, Novo Partido Anticapitalista).

## Origens da LCR

### Até maio de 1968: o PCI e a JCR
A LCR faz parte do movimento comunista trotskista, antiestalinista. Reuniu em sua formação militantes de dois grupos já existentes: o Parti Communiste Internationaliste, (PCI, Partido Comunista Internacionalista) liderada por Pierre Frank e Jeunesse Communiste Révolutionnaire (JCR, Juventude Comunista Revolucionária criada a partir de uma divisão em 1965, da Union des Étudiants Communistes (UEC, União dos Estudantes Comunistas).
Enquanto secção francesa da Quarta Internacional, o PCI se distinguiu por apoiar as lutas de libertação nacional na Indochina e na Argélia pelo apoio à Frente de Libertação Nacional (organizada por Pablo), bem como o seu apoio crítico ao General Tito depois da ruptura da Iugoslávia, com a URSS .
A JCR, criada por Alain Krivine, Charles Michaloux, Daniel Bensaid e Henri Weber, pela iniciativa de Pierre Frank é uma organização trotskista juvenil, que identificava três pilares que impulsionavam a revolução mundial: a revolução anticolonial no Vietnã e na América Latina; os movimentos estudantis e as lutas dos trabalhadores na Europa e finalmente as lutas antiburocráticas no Leste Europeu (Primavera de Praga) 
Por participarem ativamente no movimento estudantil de Maio de 1968, tanto o PCI como a JCR são dissolvidos oficialmente em 12 de julho de 1968 no mesmo decreto presidencial.

### 1968-1973: A linha guevarista do Secretariado Unificado da Quarta Internacional
O PCI e JCR se fundem em abril de 1969 para criar a Liga Comunista, que passa a ser a secção francesa da IV Internacional. O grupo « spontanéisme et mouvementiste » (espontaneismo e movimentismo) de André Glucksmann e Guy Hocquenghem, apóiam a criação de uma "frente ampla revolucionária" e portanto, se opõem à adesão da IV Internacional acabam deixando a Liga. Dois anos mais tarde (1971), o grupo Révolution! (Josué Isaac, Henri Maler e Christian Picquet) também sai do Partido..
As mobilizações de Maio de 1968 modificaram todo o espectro político francês, De Gaulle saiu fora de cena, a esquerda que definira uma novas políticas durante os eventos de maio, com a repressão após a mobilização e após foi interrompida (caso do Partido Socialista) ou reprimida (caso do Partido Comunista). No caso do Partido Socialista esta política foi restabelecida no Congresso de Epinay do em 1971, Mitterrand e Jean-Pierre Chevènement propõem o que eles chamaram de uma « Front de Classe », ou seja, uma aliança entre o Partido Comunista, o Partido Socialista e o Parti Radical de Gauche (Partido Radical de Esquerda) com algumas medidas que levassem a uma mudança, como a nacionalização de alguns setores das indústrias e a participação dos comitês de fábrica. A LC considera o programa saído deste congresso «esvaziado de sua substância», entendendo-o como radical e anticapitalista, mas que falha na questão central: o Estado.
Nas eleições presidenciais de 1969, a LC decidiu apresentar Alain Krivine como candidato, que, depois de ser libertado da prisão, estava prestando serviço militar . Essa candidatura fora apoiada por alguns grupos: Lutte Ouvrière e pelos maoístas do Vive le communisme, ele recebe cerca de 240 000 votos (1,06%), Jacques Duclosdo (PCF) chega aos 21%, mas Georges Pompidou é o eleito.

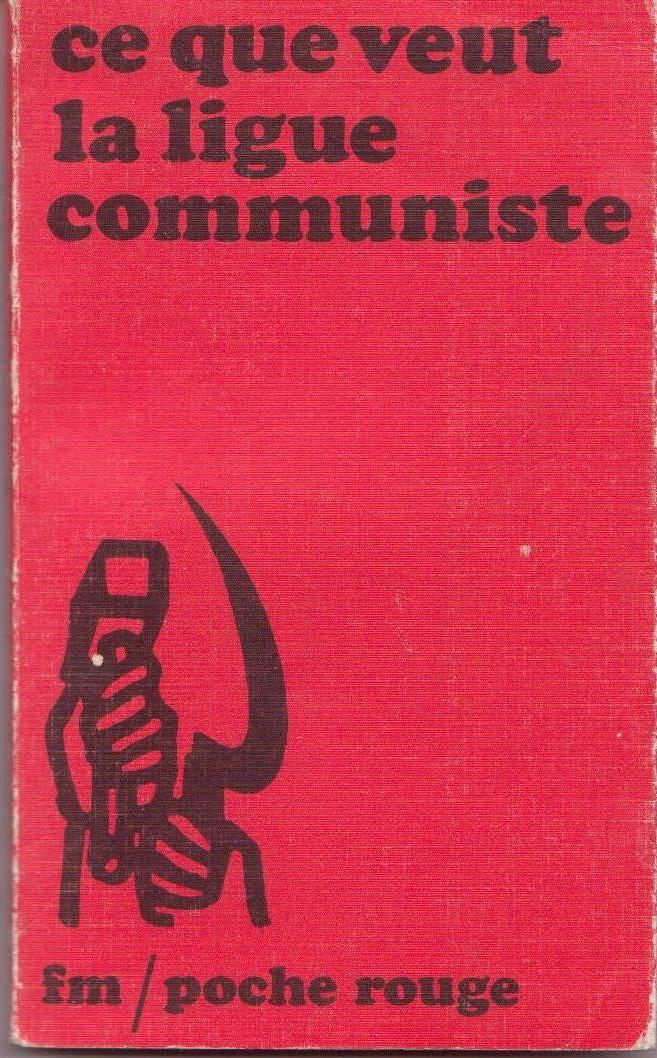
Livro da Ligue Communiste, de 1972, edição François Maspero/ poche rouge.

A LC considerava que o movimento do Maio de 1968 havia sido um ensaio geral , tendo como analogia a Revolução Russa (1905/1917). Desta forma buscam intervir em todas as frentes de luta, multiplicando as áreas de intervenção para buscar construir a qualquer custa a vanguarda que constituirá o partido que iria liderar a revolução. Daniel Bensaid, colocava a necessidade da « violência revolucionária »  e critica a « eleitoralismo estalinista » , enquanto Gérard Filoche preconisa um « trabalho sindical» conjunto e o « entrismo » nos partidos operários . Pienkny Jeannette (conhecida como Jeannette Habel) e Pierre Rousset por sua vez oferecem uma posição intermediária entre o ativismo de rua e a política de ação sindical . A Liga procurou também formar uma frente com Lutte Ouvrière em 1970, mas o grupo de Hardy rompe a frente dois anos mais tarde .
Após a discussão interna a linha que finalmente prevaleceu foi a que aparece no Manifesto da Liga Comunista , este considera que a França entrou na fase de "preparação para um confronto geral para a conquista do poder" , e deve, portanto, criar uma organização centralizada para desenvolver a violência revolucionária para guiar o proletariado . Enquanto o Secretariado Unificado da Quarta Internacional de Alain Krivine e Pierre Frank adotava desde 1969 a linha guevarista de apoio ao foquismo  a LC caiu para o esquerdismo, legitimando o tomada de reféns nas Olimpíadas de Munique em 1972 , opondo-se neste ponto à Gauche Prolétarienne (Esquerda proletária, maoísta).
A Liga apoiou em seguida, ações das guerrilhas, incluindo a ERP na Argentina, o Euskadi Ta Askatasuna (ETA, Pátria Basca e Liberdade) na Espanha, além disso Jean-Pierre Beauvais e Hubert Krivine se envolveram incluindo participando da fundação da Frente Popular para a Libertação da Palestina (FPLP) . Mas em 1972, ao contrário da pequena Alliance Marxiste Révolutionnaire (AMR, Aliança Marxista Revolucionária), de tendência pablista, que formalizou sua ruptura com a IV Internacional , o LC no entanto ficou relativamente enquistado .
Após a assinatura do Programa Conjunto (junho de 1972) entre o Partido Socialista, o Parti Radical de Gauche (PRG, Partido Radical de Esquerda) e o PCF, a Liga se dividiu em novas tendências:
- Uma ultraminoritária que se opõe radicalmente à frente, e passa a construir a Liga Spartacus [3];
- Uma tendência majoritária, liderada por Alain Krivine e Daniel Bensaid, que apoia a frente da esquerda. Apesar de qualificar o PS como "partido burguês", e não tinham esperanças nos estalinistas do PCF, que esperavam substituir [3];
- Uma tendência liderada por Yves Salesse, que apoiava a dissolução da LC na União da Esquerda [3];
- O velho PCI de Pierre Frank e Michel Lequenne, que apoiam a frente de esquerda, como Krivine e Bensaid, mas consideram que o PS é um partido operário, e que a  social-democracia ainda tinha futuro (revolucionário) [3].

A LCR desempenha um papel central nas mobilizações estudantis contra a Lei Debré de 1973 que obrigava os estudantes a prestar o serviço militar , mas não nos movimentos operários da relojoaria Lip  ou dos movimentos operários da região de Larzac , já o PSU foi muito ativo nestes movimentos.

### Da luta contra a manifestação de direitista à dissolução
Em um clima político tenso, a LC considera a situação favorável para enfrentar a extrema-direita, isso o leva a atacar um comício da Ordre nouveau em 21 de julho de 1973, que protestava contra o que a direita chamava de imigração descontrolada. O ataque foi organizado pela Comissão Técnica da LC, liderada por Michel Recanati, e pelas «operações especiais dirigidas» por Romain Goupil. A ação foi determinada por Daniel Bensaid, Krivine e Michel Recanati.
Gerard Filoche, que estava no Escritório Nacional da Liga nem chegou a ser informado.
Como represália, nas noites de 23 e 24 de junho a direita atacou com coquetéis Molotov vários cafés frequentados por imigrantes na região de Ivry-sur-Seine, Vitry-sur-Seine e no 15º arrondissement de Paris.
O ministro do Interior, Raymond Marcellin, decide pela dissolução da Liga Comunista em 23 de junho de 1973, forçando seus membros a militarem clandestinamente por dois meses sob o nome de Front Communiste Révolutionnaire (Frente Comunista Revolucionária). Passando a ser conhecida oficialmente como Ligue Communiste Révolutionnaire (Liga Comunista Revolucionária).
Alain Krivine, que estava na região sul do País na época do conflito para evitar ser incriminado na chamada Loi Anti-Casseurs (lei antidistúrbios)  é preso depois de posar para fotógrafos junto com François Mitterrand, Edmond Maire, Claude Estier e Charles Hernu . Enquanto Michel Recanati fugia para a Bélgica por ordem da LC .
Até mesmo Jacques Duclos (secretário-geral do Partido Comunista Francês) concorda em ir para uma reunião de apoio no Palácio de Inverno.
Inúmeros debates atravessam a LC após a sua proibição, especialmente sobre a estratégia revolucionária, o papel da violência ou a noção de «vanguarda da classe operária ampliada» essa formulação foi severamente criticada por Gérard Filoche, Henri Weber e Jeannette Pienkny], que defenderam um retorno à fábrica .Essas discussões levaram a uma mudança da estratégia política da LCR e marca o final do período conhecido como esquerdista, especialmente após 1974 onde o direito tendência é reconhecido a pedido de Gérard Filoche, a partir daí cada movimento da Liga passa a ter o direito a reunir-se separadamente  o que caracteriza o «fracionamento».
Depois do Golpe de Estado no Chile em 1973 contra Salvador Allende Krivine escreveu um artigo criticando o reformismo marxista e defendendo o armamento do proletariado (¡El pueblo armado jamás será vencido!). Mas neste mesmo ano, sob influência do Socialist Workers Party (SWP) americano, a IV Internacional abandona a linha de sustentação das guerrilhas, constatando seus erros em apoiar essa linha (neste momento todos os países do Cone Sul balançavam sob regimes ditatoriais, com exceção da Argentina, que em 1973 já tinha passado pelo ciclo de governos militares iniciado em 1966 com o retorno de Perón, que combinaram na chamada Operação Condor . Além disso, refletindo sobre a situação política, a LCR francesa conclui que o horizonte insurrecional é mítico: e redireciona para o trabalho nas fábricas, transformando em um ponto de virada obreirista como a  Esquerda Proletária, a LCR recua pouco antes de cair na luta armada .

## 1973-1981: os anosGiscard d'Estaing
Progressivamente a LCR foi se desligando do esquerdismo pregado por  Daniel Bensaïd (Jebracq, Ségur), Pierre Rousset, Pierre de Verbizier la Treille (Vergeat), Yves Salesse (Boris)
Charles Michaloux, « Garcin »,[Jeannette Pienkny, François Sabado e outros passaram a levar a LCR para posições mais arraigadas ao movimento social (notadamente a esquerda da CFDT) o que sugere uma possível aproximação com a Organisation Communiste Internationaliste (OCI) lambertista. Os antigos dirigentes da JCR (Krivine, Weber, Bensaïd) são progressivamente afastados.
Um grupo do Parti Socialiste Unifié (PSU), liderado por Jacques Kergoat e pelo filosofo Jean-Marie Vincent (autor de A teoria critica à escola de Frankfurt, 1976), retorna à LCR em 1972.
Na campanha eleitoral de 1974, Krivine se diz pronto a apoiar a candidatura, no primeiro turno, do sindicalista Charles Piaget , militante da CFDT célebre por sua atuação na mobilização da Lip, além de ser membro do Parti Socialiste Unifié (PSU) e liderar um setor dos militantes autogestionários do PSU. Mas em 7 de abril de 1974, um mês antes do primeiro turno, Michel Rocard convence o PSU a apoiar Mitterrand. Krivine então se candidata pela «Front Communiste Révolutionnaire» (Frente Comunista Revolucionária, FCR), obtendo 0,36% dos votos, três vezes menos do que em 1969 e seis vezes menos que Arlette Laguiller da Lutte Ouvrière (Luta Operária, LO). Os anos Giscard começaram.
Diversas tendências emergem no Congresso de 1974:
- a Tendência 1 dirigida por Gérard Filoche, e Daniel Gluckstein, que propõem investir nos sindicatos opondo-se à  "hegemonia da vanguarda ampla" , esta tendência recebe 20% dos votos [3] ;
- a Tendência 2, dirigida por Krivine, Weber e Bensaïd, que continua majoritária[3];
- a Tendência 3, dirigida por Lequenne, Jean-René Chauvin e outros antigos militantes do PCI, que defende a unidade de ação com os reformistas e a formação de uma vanguarda ampla [3] ;
- a  quarta tendência, dirigida por Jacques Cotta e Denis Colin, se opõem aos excessos dos foquistas e propõem uma aliança com lambertistas, mas são excluídos até se formarem oficialmente[3].

No ano seguinte, são conduzidas negociações com o Partido Socialista Unificado (PSU) para operar uma fusão, os simpatizantes de Michel Rocard romperam na última reunião da Assises du Socialisme (Bases do Socialismo) . A fusão falha, no entanto, a Alliance Marxiste Révolutionnaire (AMR, Aliança Marxista Revolucionária, pablista) se funde com o PSU . Em meados de 1975, a tendência bolchevique-leninista da LCR rejeita o « eleitoralismo » da organização, assim como a analise que a LCR fazia sobre a URSS, por isso rompe com a LCR e cria a Union Ouvrière (União Operária), que evoluirá para a ultra-esquerda. Outros ao contrário entram no Parti Socialiste (como Martine Lignières-Cassou, que será eleita prefeita  de Pau em  2008, etc.).
Novas negociações são então conduzidas em 1977, com  a Organisation Communiste Libertaire (OCL, Organização Comunista Libertária) rumo a uma possível fusão: novo fracasso. A LCR contava então com 3 800 militantes (a Organisation Communiste Internationaliste, lambertista tinha 8.000 militantes),  e 10 000 simpatizantes nos  Cercles Rouges (Círculos Vermelhos) . Para competir com o maoísta do Libération,  o semanário Rouge tornou-se um diário.
De 1975 a 1978, o setor majoritário da LCR perde todo seu controle sobre o setor estudantil formalmente dirigido por  François Sabado, fato que se repete em 1996-98. Com forte participação no movimento estudantil de 1976, Dominique Losay (Stackhanov/ Letourneau) assume o controle do setor estudantil e inicia uma virada para o sindicalismo . Junto com François Cortes (Ulysse)eles passam a ter a maioria dos estudantes da Ligue. Atrás de Gilles Casanova (Swanee), Robi Morder e Didier Leschi, uma minoria mais polarizada com os movimentos sociais escapa também do controle da direção, juntando-se em 1977 aos Comités Communistes pour l'Autogestion (Comitês Comunistas pela Autogestão, CCA) onde estão presentes os  pablistas . Dominique Losay-Letourneau e Daniel Gluckstein se formam uma minoria que dirigirá a T1 que se fundirá com a  T4 de Némo e Ulysse, defendendo união entre PS-PC e a aliança com a corrente lambertista (OCI). A T2 de Krivine também apóia a formação de uma frente única entre PS-PC.
De 1977 a 1981, a LCR denunciou a "política de divisão"  do PFC que pensa a unidade em seu detrimento. A LCR defende a manutenção da  "unidade das organizações operárias". Nas eleições legislativas de março de 1978 a LCR fez frente com Comités Communistes pour l'Autogestion (Comitê Comunista para a Autogestão, CCA) e com a Organisation Communiste des Travailleurs (Organização Comunista dos Trabalhadores, OCT) chamada « Pour le Socialisme, le Pouvoir aux travailleurs » (Pelo Socialismo e Poder aos Trabalhadores) . Porém esta não vinga.
Pouco depois seu jornal Rouge  enfrenta dificuldades financeiras e é obrigado a demitir 110 jornalistas. Gérard Filoche lança mão então de um plano social.
Enquanto isso Lambert  propõem ao Secretariado Internacional da Quarta Internacional de negociações visando a unidade trotskista. Krivine reluta, mas temendo divergências internas, acaba aceitando, e tenta convencer Lutte Ouvrière (Luta Operária, LO) a se juntar, para assim evitar ficar só com  Lambert . A LO reluta enquanto na LCR cresce a aceitação da frente para as eleições francesas para o Parlamento Europeu em junho de 1979. A frente obtêm  apenas 3,08%  dos votos (não elegendo nenhum candidato) .
Em novembro de 1979 a direção do LCR se torna minoritária com relação ao apoio  ocupação da União Soviética ao Afeganistão (1979-1989) , Jean-Marie Vincent, que se torna filósofo na faculdade de  Nanterre, está entre aqueles que se opõem ao apoio.
Ao mesmo tempo a exclusão da Tendência  Leninista-Trotskista (TLT), produto do reagrupamento de simpatizantes do Socialist Workers Party (Partido Operário Socialista, SWP) americano, como Dominique Losay (conhecido como Letourneau), e  Daniel Gluckstein (conhecido como  Seljuk) ; dos  pró-lambertistas Nemo e Ulisses e da  tendência pligada a Nahuel Moreno e ao PST argentino no Congresso de Hay-les-Roses.
Neste congresso respondendo a Daniel Bensaid, Dominique Losay (conhecido como  Letourneau), em nome da TLT, pede a reunificação com a OIC (agora PCI ) nos marcos de  uma "Conferência Mundial Aberta".
Os dissidentes são excluídos em novembro de 1979 no Congresso de L'Hay-les-Roses, representavam  20% da organização .  Ao saírem da LCR fundaram  a Ligue Communiste Internationaliste (Liga Comunista Internacionalista, LCI), que inclusive se recusa a apoiar a Frente Sandinista de Libertação Nacional, devido à presença de elementos "burgueses". A LCI se funde em outubro de 1980 com a Organização Comunista Internacionalista (OCI) lambertista. Dominique Losay (Letourneau) e Christian Leucate (Nemo) não conseguem fazer uma boa transição para a OCI enquanto Daniel Gluckstein vai se tornar o principal dirigente da OCI que se valendo de um golpe de força  marginaliza Julien Dray e Sylvia Zappi no Congresso da Union Nationale des Étudiants de France – Indépendante et Démocratique (UNEF-ID) de Nanterre em 1980: Os lambertistas conseguiram controlar a união dos estudantes enquanto a LCR foi capaz de estar presente controlando o movimento estudantil desde 1977.
A saída de  Gluckstein permitiu que Krivine e Bensaid retomassem a maioria da LCR e  já não precisavam de uma aliança com Filoche . A União de Esquerda passa a ser denunciada, a LCR apoia o <<giro à esquerda>> de Georges Marchais e agora apóia a guerra no Afeganistão .
No ano seguinte, Christian Picquet e o grupo do <<Revolution! >> voltam a LCR.  Neste momento Filoche detinha 20% da militância partidária,  a T3 de  Lequenne, Chauvin e Picquet  detinha 27% e  Krivine mais de 40% . A LCR se engaja no obreirismo, os militantes deveriam militar nas fábricas ("linha de proletarização industrial").

## 1981-1988: Queda e Recuperação
Forte em 1977 com 3.800 militantes, a LCR em 1981 não chega a contar com 600 militantes em 1981 (457 quadros e 113 aspirantes) segundo Jean-René Chauvin, que nesta época fazia parte do Bureau Político (embora este número não seja avalizado por Pierre Turquin que em seu livro, consta que a LCR tinha naquela época 430 militantes . Debilitada, a LCR não consegue reunir as 500 assinaturas de eleitores necessária para nomear um candidato para o eleição presidencial francesa de maio 1981. Então conclama seus seguidores a escolher entre o voto em Laguiller da LO ou em Georges Marchais do PCF no primeiro turno e depois em Mitterrand, no segundo turno, enquanto OCI chama o voto em Mitterrand desde o primeiro turno.
Em dezembro de 1981, várias lideranças saem da LCR, incluindo:
- Julien Dray, ex-secretário-geral do Mouvement d'Action Syndicale (Movimento de Ação Sindical, MAS) e Vice-Secretário Geral da Union Nationale des Étudiants de France – Indépendante et Démocratique (União Nacional dos Estudantes da França - Independente e Democrática, UNEF-ID), excluído depois de passar as férias com o "inimigo", Jean-Christophe Cambadélis (Secretário Geral da UNEF-ID e lambertista). Julien se ligou ao Partido Socialista (PS), levando com ele a maioria dos ativistas do departamento de  Seine-Saint-Denis. Question Socialiste a corrente de Julien Dray no PS, assume o controle da corrente Pour L'Unité Syndicale (Pela Unidade Sindical, PLUS,  socialista) da UNEF-ID e funda o SOS Racisme (SOS Racismo)  em 1984.
- Harlem Désir (presidente do SOS Racisme de 1984 à 1992)
- Laurence Rossignol, militante do  MAS  e mais tarde do UNEF-ID ; pertencia ao comitê central do LCR, e acompanhou Dray quando este foi ao PS,  mais tarde tornou-se Conselheiro Regional em Picardia.
- Jean-Marie Vincent  ex-diretor de publicação da Tribune Socialiste.

A LCR considera que a vitória de François Mitterrand em 1981, é uma efeito atrasado das mobilizações de maio de 1968. Compara esta eleição com a da Frente Popular em 1936 e considera que a dinâmica da eleição resultará em um novo "Junho de 1936" (greve geral). Esta análise da situação leva a uma estratégia política que ela chama de "Virada Operária" . Na verdade, acreditavam na possibilidade de uma greve geral, e que para isso teriam de militar dentro das fabricas. A LCR queria  mudar sua composição social por aplicação mecânica.
Cerca de 400 ativistas foram envolvidos na Virada Operária. Mas de acordo com a avaliação feita mais tarde pelo LCR, "está virada fora uma má resposta a um problema real: a fraqueza da implantação partidária nas concentrações operárias, foi uma resposta errada, porque não podemos produzir uma linha proletária, transformando intelectuais, estudantes e funcionários públicos em operários". Os maoístas já haviam experimentado essa política nos anos 1960-1970 e com os mesmos resultados. Mais tarde, após a greve de 1995, um grupo de alunos pertencente a tendência  minoritária  " R ! "  mais uma vez decide abandonar os estudos para se dedicar à militância sindical, como fez Olivier Besancenot.

### 1983:"Tournant de la Rigueur"
Em 1983, a situação política mudou abruptamente com linha da "Tournant de la Rigueur" (virada ao rigor) implementada pelo governo de Laurent Fabius que consistia em tentar fazer a França se manter no Sistema Monetário Europeu: para isso precisava eliminar a indexação salarial, congelando os salários e aumentando a jornada de trabalho (que deixava de ser 35 horas semanais). A LCR descobre que o governo socialista adere aos pontos de vista capitalistas e considera que isto acelera o "declínio do PCF" e a transformação "social-liberal" do Partido Socialista.
Em seguida, vem a derrota eleitoral da esquerda em 1986 e a chegada de Jacques Chirac como primeiro-ministro. A LCR, então, começa a declinar, depois de ter superestimado as possibilidades revolucionárias de 1981. Além disso, não conseguiu aproveitar a brusca virada política de Mitterrand. Em vez disso, todos os movimentos de esquerda declinaram durante este período (muitos eleitores se voltaram para a Frente Nacional de Le Pen).
A LCR perde visibilidade além de muitos ativistas. Apesar disso investiu nos conflitos sociais da época, especialmente no movimento dos operários das montadoras (Peugeot, Talbot) e dos metalúrgicos. Nesta época se envolveu também na criação e desenvolvimento do SOS Racisme (SOS Racismo) e nos movimentos grevistas estudantis de 1986 contra a lei Devaquet (que propunha um exame de ingresso nas universidades)  e na greve ferroviária da SNCF. A nível internacional, apóia os sandinistas na Nicarágua e a  Front de Libération Nationale Kanak et Socialiste (FLNKS) na Caledônia.
Em 1984 a LCR começa a se questionar, fazendo um aggiornamento por iniciativa de Christian Picquet . Procurando se aproximar do Parti pour une Alternative Communiste (Partido por uma Alternativa Comunista,PAC, novo nome dado em 1985 para o Partido Comunista Marxista-Leninista (PCML) para formalizar a sua ruptura com o "maoísmo"), da Fédération pour une Gauche Alternative (Federação para uma Esquerda Alternativa, FGA, uma frente que surgiu contra a política do PS em 1984 com membros do PSU, da T3 da LCR e dos pablistas).
Em 1988, na eleição presidencial, a LCR decide apoiar e investir na campanha de Pierre Juquin, candidato dissidente do Partido Comunista. Sua candidatura levanta o apoio do Partido Socialista Unificado, da LCR e de grupos pablistas (Maurice Najman e Gilbert Marquis desempenham um papel importante na campanha). Jean-Paul Deléage (da LCR) participa da organização da campanha, assistido por Christopher Aguiton . Vários comitês de apoio foram criados em toda a França, misturando militantes comunistas, ativistas do PSU, e da LCR. O resultado é decepcionante: Pierre Juquin recebe apenas 2,08% dos votos, enquanto os Verdes conseguem 3,8%, Lutte Ouvrière 1,9% e os lambertistas do Parti des Travailleurs (Partido dos Trabalhadores, PT) 0,4%.
No mesmo ano, após a greve dos enfermeiros, em que Françoise Filoche e Pascal Dias participam, Edmond Maire expulsa os trotskistas da LCR da Confédération Française Démocratique du Travail (Confederação Francesa Democrática do Trabalho, CFDT). Pierre Héritier é excluído de sua direção: Christophe Aguiton então funda a Solidaires Unitaires Démocratiques - Postes Telégrammes et Télécommunications (SUD-PTT).

## A Queda do Muro de Berlim:"Novo tempo, novo programa, novo partido"
Em 1989, ocorre a queda do Muro de Berlim, e em 1991 o colapso da União Soviética. A economia de mercado é instalada em todos os países do Leste Europeu. Isso faz com que ocorra uma mudança profunda na política internacional. Os partidos comunistas no mundo todo entram em colapso, já partidos socialistas de toda Europa abandonam de vez seu anticapitalismo e passam a aceitar a economia de mercado. A hipótese de Trotsky não é validada, ou seja, que o colapso da União Soviética, seria seguida de uma "revolução anti-burocrática" rumo ao socialismo. Isso não ocorreu, houve até mesmo uma onda de otimismo nos países ocidentais durante os anos 1990 (crescimento econômico, a revolução digital), logo seguida pelos primeiros traços da crise econômica que atravessamos até hoje.
A LCR passa a pregar a criação de um novo partido. Sua análise da situação era: "Novo tempo, novo programa, novo partido"
- Novo tempo, pois considera que o socialismo se perdeu na virada do século XXI, mas que o capitalismo não resolveu seus problemas, não é o fim da história e a luta de classes continua, e que haverá novas crises, novas contradições apresentadas pelo capitalismo, novas guerras e também novas revoluções.
- Novo programa que possa levar em conta os resultados do estalinismo e da social-democracia, uma nova estratégia de transição do capitalismo para o socialismo, tendo como base os efeitos da globalização, e ter como aspecto central o que chamam de “democracia socialista” como primeiro passo "rumo a uma esquerda possível".
- Tudo isso deve levar à criação de um novo partido, um "partido anti-capitalista amplo". Este projeto é dirigido principalmente para aqueles que não reconhecem o "marxismo revolucionário" da LCR. Ela é definida como "estrategicamente não delimitada".

Em Junho de 1994 ocorre um outro cisma, Démocratie et Révolution (Democracia e Revolução dirigida por Gérard Filoche). Este grupo entra para o Partido Socialista (PS) em outubro de 1994 e ficou conhecido como Démocratie et Socialisme (Democracia e Socialismo) editando o periódico mensal Gauche Socialiste (Esquerda Socialista), tornando-se uma corrente do PS, defendendo notadamente antigas questões socialistas.
Neste período houve também uma cisão de membros do Mouvement d'Action Syndicale (Movimento de Ação Sindical MAS) que fundam o Questions Socialistes (Questões Socialistas). Em maio de 1992 Questions Socialistes também entra no Partido Socialista (PS).

### 1995 - 2006
Em 1995, a  LCR não tem candidato a eleição presidencial e chama a votar em Robert Hue (PCF), Arlette Laguiller (LO) ou Dominique Voynet (verdes).
A LCR começa a se revigorar a partir do movimento grevista de novembro e dezembro de 1995 contra o plano Juppé. A LCR considera que esta foi a "primeira revolta anti-liberal". Posteriormente, entrará fundo no movimento Antiglobalização, nascido na esteira de eventos de Seattle em 1999 e Gênova em 2001.
Ao mesmo tempo, criou a Majorité Plurielle (Maioria Plural) também chamada Gauche Plurielle ( Esquerda Plural), uma aliança ampla com o Partido Socialista, o Partido Comunista, o Parti Radical de Gauche (Partido Radical de Esquerda, PRG), o Mouvement des Citoyens (Movimento dos Cidadãos, MDC) e Lês Verts (Os Verdes), sem um programa comum.
Em 1999 nas eleições para o Parlamento Europeu, a LCR faz uma frente com Lutte Ouvrière. Pela primeira vez nas eleições europeias, a esquerda elege cinco deputados, dos quais dois são da LCR (Alain Krivine e Roseline Vachetta). Em 20 de janeiro de 2000, os eurodeputados da frente LO/LCR (3 contra e 1 abstenção) votaram contra uma iniciativa do Parlamento Europeu da criação daTaxa Tobin . Esta posição foi criticada por deputados franceses como Alain Lipietz e outros apoiadores da iniciativa. A LCR confirma sua posição e pede o estabelecimento de uma comissão sobre esta questão liderada por Charles Pasqua.

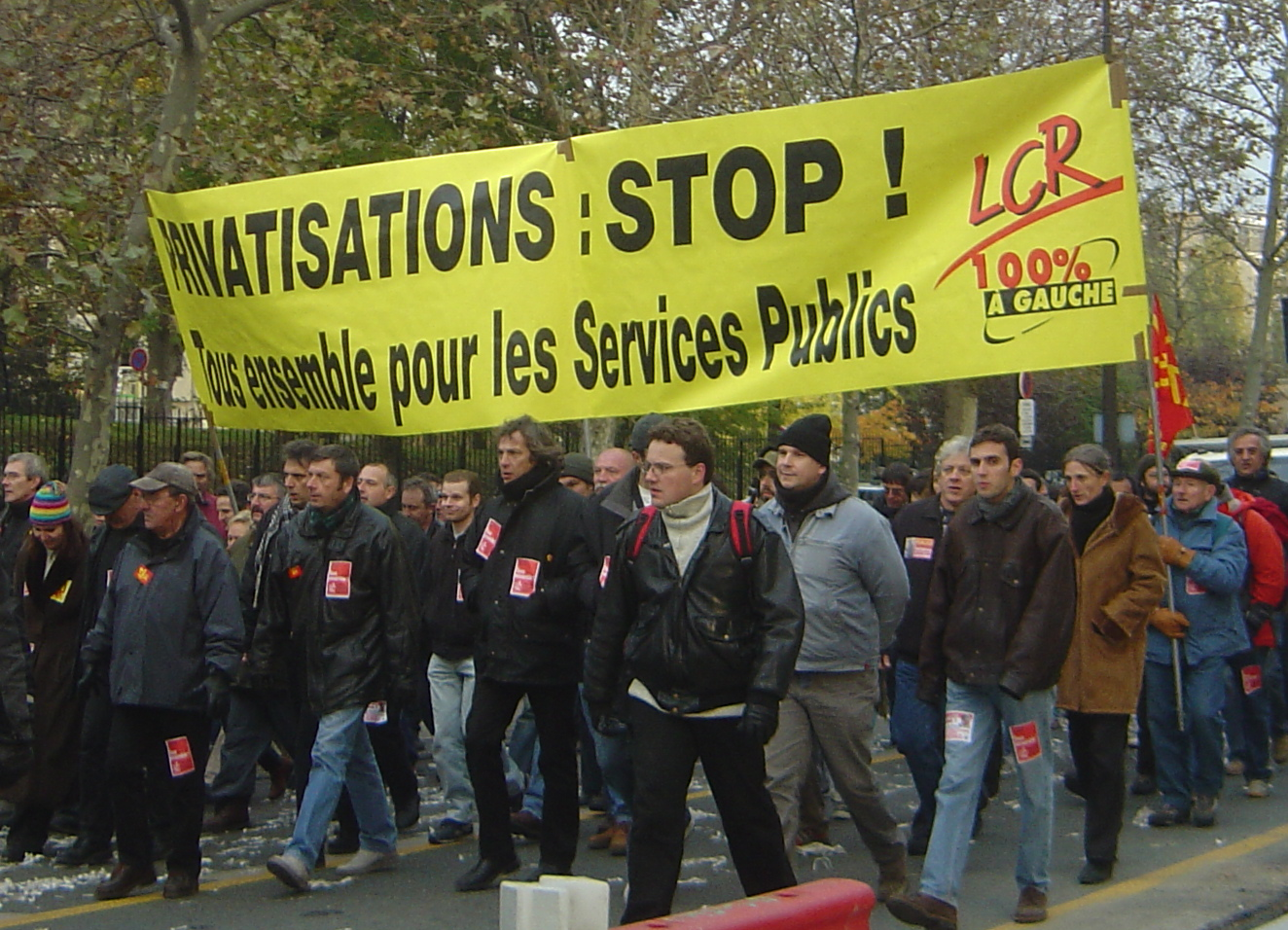
Manifestação em favor dos serviços públicos em Paris, França, 19/nov/2005.

Durante as eleições presidenciais de 2002, após recusar  continuar a frente com o LO de 1999, a LCR decide apresentar candidato próprio pela primeira vez desde 1974 com a candidatura de Alain Krivine. Foi escolhido Olivier Besancenot um jovem operário de 27 anos desconhecido no mundo político, ele atuara um ano como assistente parlamentar de Krivine no Parlamento Europeu (1999-2000). Sua personalidade combativa se mostrou um verdadeiro sucesso obtendo 4,5% dos votos; mais do que o PCF que recebeu 3,37% dos votos.
Entre os dois turnos a LCR apelara  ao bordão "Bater Le Pen nas ruas e nas urnas" que será realizado por quase todos como um apelo ao voto para Jacques Chirac, ao contrário da LO e do PT. Após esta eleição, a LCR experimentará uma elevação no número de militantes (cerca de 3000 membros) e de sua popularidade.
Para as eleições regionais do Parlamento Europeu de 2003/2004, Lutte Ouvrière propôs uma lista comum, a LCR aceitou acreditando que poderia formar um "pólo à esquerda na esquerda ampla", superando os votos das eleições regionais de 1998, mas não pode tirar proveito de sua popularidade pela pressão do "voto útil" a favor do PS impulsionado naquelas eleições. Em 2005, a LCR está envolvida na campanha pelo "não" à Constituição Europeia através de uma frente com a Fondation Copernic e grupos de esquerda (PC, PS, Verdes, etc.). Através desta campanha, a LCR e seu porta-voz, Olivier Besancenot experimentaram um ressurgimento da popularidade.
A campanha do Não à Constituição Europeia trouxe um debate significativo ao interior da LCR. Muitas discussões acaloradas sobre quais atitudes a organização deveria adotar num projeto que unificaria a esquerda antiliberal. Na conferência nacional de julho de 2006 a direção  apresenta a candidatura de Olivier Besancenot já que Alain Krivine não queria ser eleito para um cargo político. Uma minoria começa a se formar em torno de Christian Picquet e Aguirre Léonce que queria uma candidatura unitária antiliberal.

### 2007

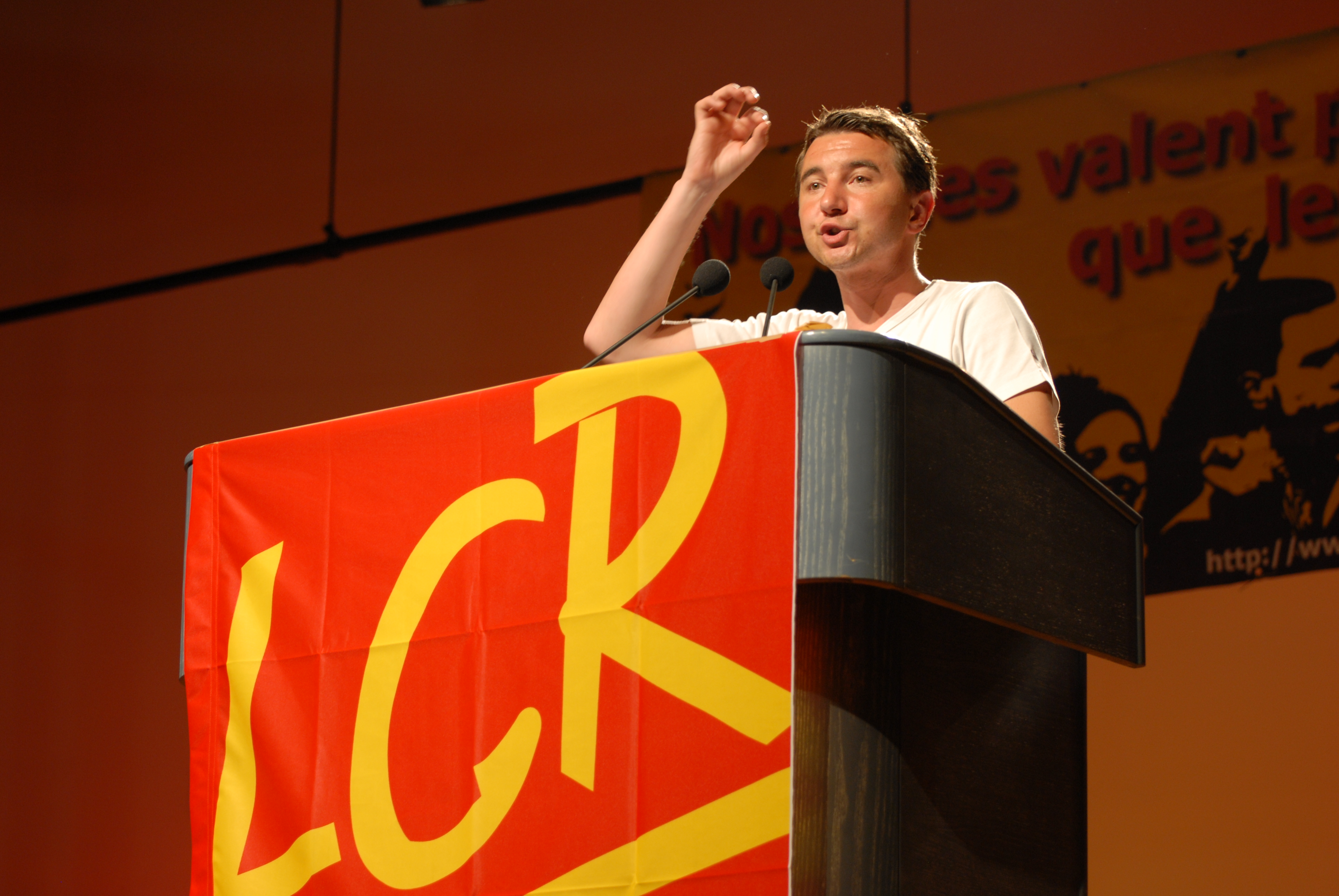
Olivier Besancenot num comício em Toulouse

Em 22 de abril de 2007, a LCR, com a candidatura de Olivier Besancenot consegue 1.498.581 votos, ou 4,08%, para a eleição presidencial francesa, que é um percentual menor (4,24% dos votos em 2002), mas um aumento numérico de 287.019 votos em relação a eleição de 2002. A LCR em seguida eleva-se para ao quinto maior partido em número de votos  e se torna a segunda força de esquerda depois do PS. No segundo turno, que opôs Nicolas Sarkozy ( Union pour un Mouvement Populaire, UMP) a Ségolène Royal (Parti Socialiste PS), Olivier Besancenot chamou seus eleitores para se manifestarem dia 1º de maio,  Dia do Trabalhador a Pauta de Reivindicações Emergenciais que ele tinha colocado na campanha, apelando para Votar contra Sarkozy, porém sem apoiar Ségolène !!! .
Já nas eleições parlamentares, a LCR decidiu apresentar pela primeira vez candidatos em todo o território francês (foram 492 candidatos). Conseguiu uma votação de aproximadamente 529 mil votos (em 2002 foram 209 mil votos) elegendo deputados em 441 zonas eleitorais.
A LCR escapa assim do declínio que afetou todas as outras correntes de esquerda que estavam fora do Partido Socialista. A maioria de sua militância acreditava que esta foi uma "vitória" que decorreu da coerência da linha do partido, das  críticas firmes à social-democracia e ao social-liberalismo (Partido Socialista, Partido Comunista, os Verdes, etc.). Outros setores minoritários afirmavam que a "vitória" foi um efeito da participação na campanha do Não!!! (ente eles o grupo de Christian Picquet a atual UNIR, que representava 13% da LCR no início do ano 2008) da unificação numa esquerda possível.

## Sobre o Novo Partido Anticapitalista
Após as eleições  parlamentares de 2007, a  Ligue Communiste Révolutionnaire (LCR) anuncia seu desejo de criar um  novo partido anticapitalista baseado na juventude, nas empresas, nos serviços públicos, nos bairros. Propõem assim, reunir todas as camadas que participaram das mobilizações anticapitalistas com o objetivo de construir uma sociedade radical, revolucionária.
Este caminho o levou a se auto-dissolver no Nouveau Parti Anticapitaliste (NPA) em seu congresso de dissolução de 5 de Fevereiro de 2009.
O líder da tendência minoritária Christian Picquet não participa  da mobilização para a construção do Novo Partido, pois tem em vista construir sua própria organização tendo em vistas participar da Front de Gauche (Frente de Esquerda) com  o Parti Communiste Français e o Parti de Gauche (PG) para as eleições europeias de 2009 na França.